# Коранізм
Коранізм (араб. القرآنية) — одна з течій ісламу, представники якої вважають Коран єдиним канонічним текстом в ісламі. Кораніти відкидають релігійний авторитет хадисів — переказів про слова або дії пророка Магомета, кодифікація і записування яких призвели до появи відмінних один від одного версій сунни серед шиїтів, ібадитів і сунітів.
Хоча опоненти називають їх «коранітами», самі кораніти вважають за краще називати себе «мусульманами». Окрім усього, мають також назвисько «заперечники хадисів».
У питаннях віри, юриспруденції та законодавства кораніти відрізняються від сунітів, які, окрім Корану, розглядають хадиси, думки улемів та сахаба, іджма та кіяс, а також законодавчу владу ісламу в питаннях закону та віровчення. Кожен ісламський напрям, що визнає хадиси, має свою окрему збірку, на яку спираються її послідовники, й відмінності в якій відкидаються іншими напрямками, незважаючи на те, що ці колекції здебільшого збігаються. Тоді як кораніти, які критикують хадиси, відкидають всі різні збірки хадисів і не мають власних. На відміну від послідовників хадисів, які вважають, що покора ісламському пророку Мухаммеду означає покору хадисам, кораніти вважають, що покора Мухаммеду означає покору Корану. Ця методологічна відмінність призвела до значних розбіжностей між коранітами, сунітами та шиїтами у питаннях теології та права, а також розуміння Священної Книги.
Вірування коранітів сягають часів Мухаммеда, який, як вони стверджують, забороняв писати хадиси. Оскільки кораніти вважають, що ті хадиси, не будучи надійними джерелами релігії, можуть бути використані як довідник для отримання уявлення про історичні події, вони вказують на кілька переказів про ранній іслам, щоб підтримати свої вірування, включно з тими, що приписуються халіфу Умару і під час халіфатів Омеядів і Аббасидів. У XXI ст. кораністське заперечення хадисів набуло популярності серед мусульман-модерністів, які хочуть викинути будь-який хадис, який, на їхню думку, суперечить Корану.

## Термінологія
«Кораніти» (араб. القرآنية, трансліт. al-Qurʾāniyya) також називаються «реформістами» або «прогресивними мусульманами», а також «кораніонами» (ті, хто приписані до Корану).

## Доктрина
Кораніти вірять, що Коран є ясним, повним і що його можна повністю зрозуміти без звернення до хадисів і сунни. Тому вони використовують сам Коран для тлумачення його ж:
Буквальний і цілісний аналіз тексту з сучасної точки зору та застосування екзегетичного принципу tafsir al-qur'an bi al-qur'an (пояснення Корану за допомогою Корану) та юриспруденційного принципу al-asl fi al -kalam al-haqiqah (фундаментальним правилом мови є буквальність), не заломлюючи це використовування Корану через призму історії та традиції.
Ця методологія відрізняється від  tafsir bi'r-riwāyah, який є методом коментування Корану з використанням традиційних джерел, і tafsir al-Qur'an bi-l-Kitab, який відноситься до тлумачення Корану з або через Біблію, який зазвичай згадується в дослідженнях Корану як Таура та Інджил.
Саїд Ахмад-хан стверджував, що, хоча Коран залишається соціально актуальним, довіра до хадисів обмежує величезний потенціал Корану конкретною культурною та історичною ситуацією.
Ступінь, до якої кораніти заперечують авторитет хадисів і сунни, різна, але більш авторитетні групи ґрунтовно критикували авторитет хадисів і відкидали їх з багатьох причин. Найпоширенішою точкою зору коранітів є те, що хадиси не згадуються в Корані як джерело ісламської теології та практики, не були записані в письмовій формі до століття після смерті Мухаммеда, і містять внутрішні помилки та протиріччя, а також протиріччя з Кораном. Для мусульман-сунітів сунна, тобто шлях пророка, є одним із двох основних джерел ісламського права, і хоча в Корані є аяти, які наказують мусульманам коритися Посланнику, Коран ніколи не говорить про «сунну» у зв'язку з Мухаммедом чи іншими пророками. Термін сунна зустрічається кілька разів, у тому числі у фразі sunnat Allah, «шлях Аллага», але не sunnat al-nabi, тобто «шлях Пророка» – фраза, яку зазвичай використовують прихильники хадисів.
Поняття tahrif також захищали лише мусульмани Корану, такі як Рашад Халіфа, який вірив, що попередні одкровення Бога, такі як Біблія, містили протиріччя через людське втручання. Натомість він вважав, що вірування та практики ісламу повинні базуватися лише на Корані.
Основні погляди коранітів можна виразити так:
- Коран є єдиним авторитетом і джерелом у релігії.
- У Корані немає скасування. Усі аяти Корану є мухкам[c][d]
- Коран зрозумілий. Кожен, хто читає Коран, може осягнути його.
- Відповідно до попереднього, звичайні люди можуть безпосередньо розуміти та тлумачити Коран[e].
- Коран є революційним, новаторським. Він надав нового значення поняттям.
- Учителем Корану є Аллаг.

### Відмінності від традиційного ісламу
Кораніти вважають, що Коран є єдиним джерелом релігійного закону та вказівок в ісламі, і відкидають авторитет джерел поза Кораном, таких як хадиси та сунна. Кораніти припускають, що переважна більшість літератури хадисів підроблена і що Коран критикує хадиси як у технічному, так і в загальному сенсі. Кораніти стверджують, що суніти та шиїти спотворили значення аятів, щоб підтримати свої наміри, особливо у віршах про жінок і війну. Через ці відмінності в теології існують розбіжності між традиційними ісламськими і кораністичними практиками.

## Історія

### Ранній іслам

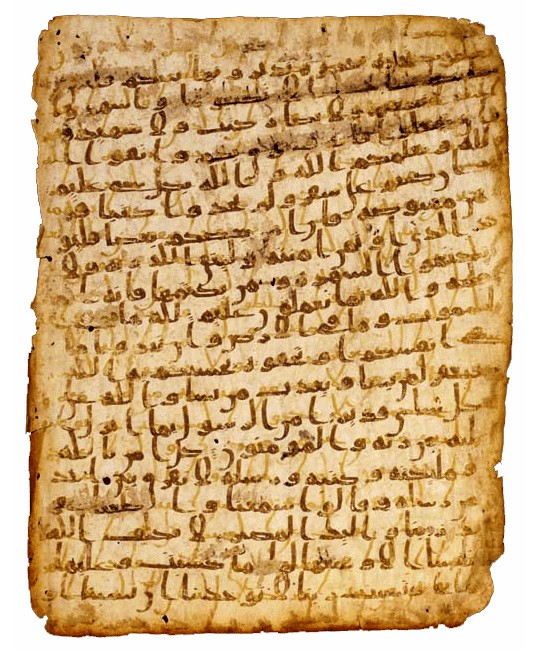
Сура Аль-Бакара, аяти 282–286, з раннього манускрипту Корану, написаного на пергаменті (сер.-кін. VII ст.)

Коранізм з'явився вже в перше століття ісламу, в життя Пророка, який не дозволяв записувати хадиси. Відповідно до одного з цих переказів, сподвижник Мухаммеда і другий халіф Умар також заборонив написання хадисів і знищив існуючі збірки під час свого правління. Подібні розповіді стверджують, що коли Умар призначив намісника Куфи, він сказав йому: «Ти прийдеш до міста, для яких дзижчання Корану схоже на дзижчання бджіл. Тому не відволікай їх увагу хадисами, таким чином залучіть їх до Корану і позбавте хадиси від Божого посланника!». Однак центральне місце Святої Книги в релігійному житті жителів, про яких писав Умар, швидко змінювалося. Через кілька десятиліть халіфу Омеядів Абд аль-Маліку ібн Марвану було надіслано листа щодо жителів Куфи: «Вони відмовилися від судження свого Господа і взяли хадиси за свою релігію й вони стверджують, що вони повірили в книгу, написану не руками Бога.»
У наступні роки табу проти написання та дотримання хадисів відступило до такої міри, що халіф Омеядів Умар ібн Абд аль-Азіз у свої 717–720 рр. правління наказав створити першу офіційну збірку хадисів. Абу Бакр ібн Мухаммад ібн Хазм та Ібн Шихаб аз-Зухрі були серед тих, хто написав хадиси за наказом халіфа. Незважаючи на тенденцію повернення до хадисів, сумніви щодо їх авторитету тривали під час династії Аббасидів і існували за часів аш-Шафії, коли група, відома як ahl al-kalam, стверджувала, що пророчий приклад Мухаммеда «полягає в наслідуванні лише Корану», а не переказів. Більшість хадисів, згідно з ними, були лише здогадками, припущеннями та bid'a, тоді як Книга була повною та досконалою, і не вимагала хадисів для її доповнення чи уточнення.
Були видатні вчені, які відкидали традиційні хадиси, такі як Дірар ібн Амр. Він написав книгу під назвою «Протиріччя в хадісі». Однак ситуація змінилася порівняно з попередніми століттями до такої міри, що Дірар був побитий і змушений був переховуватися до самої смерті.

### XIX століття
У Південній Азії протягом XIX-го століття рух Ahl-i Quran сформувався частково як реакція на Ahl-i Hadith, які, як вони вважали, приділяють занадто багато уваги хадисам. Багато прихильників Ахл-і Корану з Південної Азії раніше були прихильниками Ахл-і Хадис, але виявилися нездатними прийняти певні хадиси.

### XX століття
У Єгипті на початку XX століття ідеї коранітів, таких як Мухаммад Тауфік Сідхі, виросли з реформаторських ідей Мухаммеда Абдо, зокрема відмови від такліду та акценту на Корані. Мухаммад Сідхі також вважав, що «нічого з хадисів не було записано до тих пір, поки не минуло достатньо часу, щоб дозволити проникнення численних абсурдних або зіпсованих традицій». Він згодом написав статтю під назвою «al-Islam Huwa ul-Qur'an Wahdahu» («Іслам — це лише Коран»), яка опублікована в єгипетському журналі «Аль-Манар», у якій стверджується, що Корану достатньо як дороговказу:
Коранізм також проникнув у політичну площину, коли Муаммар Каддафі оголосив Коран конституцією Лівії. Каддафі стверджував трансцендентність Корану як єдиного керівництва ісламським правлінням і безперешкодну здатність кожного мусульманина читати та тлумачити його. Він почав атакувати релігійний лідерів і кілька фундаментальних аспектів сунітського ісламу. Він принижував роль улемів, імамів та факігів і піддавав сумніву автентичність хадисів, а отже, сунни як основи шаріату.
Коранізм також набув войовничого виміру, коли рух Ян Тацине в Нігерії, заснований Мухаммедом Марва, більш відомим під назвиськом Майтацине, публічно прийняв гасло «тільки Коран» як основу релігії.